# Hope of Deliverance
Hope of Deliverance è una canzone di Paul McCartney dell'album Off the Ground (1993); per promuovere l'album, alla fine dell'anno precedente era apparsa come singolo (b-side: Long Leather Coat).

## Descrizione
Terza canzone di Off the Ground, di forte successo commerciale ma non critico, è posta tra Looking for Changes e Mistress and Maid, una delle ultime testimonianze delle collaborazioni di Paul McCartney con Elvis Costello. Assieme ad una decina di altri brani e di quasi tutte le tracce dell'album, Hope of Deliverance venne registrata negli studi casalinghi di McCartney nel Sussex tra dicembre 1991 e luglio 1992 sotto la produzione dell'ex-beatle e Julian Mendelsohn; presenta dei contributi alle percussioni di Davide Giovanini, Maurice Ravalico e David Puttman. Hervé Bourhis ha affermato che la pubblicazione sul singolo faceva promettere bene dal disco, che si è dimostrato di qualità minore; un'idea simile è anche di Parke Puterbaugh, che, sul Rolling Stone Magazine, ha affermato che Hope of Deliverance, in cui si mostra l'ottimismo del bassista, è uno dei due migliori brani del disco, assieme a Peace in the Neighbourhood, e che dimostra dell'abilità maccartiana di partorire perle musicali. Sterling Whitaker di Ultimate Classic Rock colloca invece le due definite highlists secondo Puterbaugh nell'elenco delle canzoni di Off the Ground con una buona melodia rovinate da dei testi banali. Hope of Deliverance fece parte della sua setlist dei concerti una principale occasione, il The New World Tour (1993), e fece qualche comparsa anche sull'On the Run Tour (2010) e sull'Out There Tour (2013 - 2014). Una versione, registrata l'11 giugno 1993 a New York, apparve sull'album dal vivo Paul Is Live (1993), tra We Can Work It Out, anch'essa registrata in quell'occasione, e Michelle; sul disco, eseguita la stessa data si trova anche All My Loving.

## Il singolo
Hope of Deliverance: Paul McCartney, riguardo ai singoli, è a quota 47. Il vinile (numero di catalogo: R 6330), apparso nei mercati il 28 dicembre 1992, ed ha, sul lato B, Long Leather Coat, non presente su Off the Ground. Il 28 fu anche la data d'uscita dell'SP su audiocassetta (TC R 6330) e del CD singolo (CDRS 6330); mentre la prima è, per le tracce, identica al 7", il compact disc comprende altre due b-sides, pubblicamente solo qui: Big Boys Bickering e Kicked Around No More. Inoltre, il CD è stato pubblicato con una modalità particolare, mettendo il disco vero e proprio in un solido contenitore rivestito da stoffa. Il 5 gennaio 1993 apparve, con il numero di serie di 12 R 6330, la versione 12" del 45 giri; comprendente unicamente Hope of Deliverance, poiché, sulla seconda facciata, per far posto a due remixes della traccia, sono state eliminate tutti i lati B; i due mixaggi sono uno una Dub version, e l'altro, intitolato semplicemente remix e realizzato da Steve Anderson del Disco Mix Club di Slough, Inghilterra, modifica moltissimo la canzone, aggiungendo, ad esempio, un continuo battito a 122 BPM. Tutti gli SP vennero pubblicati con una copertina, al di fuori del 12", protetto da un semplice cartoncino bianco. Diretto da Andy Morahan, il 26 novembre 1993 a Londra, venne girato un videoclip promozionale del singolo, trasmesso nell'edizione di Top of the Pops del 7 gennaio dell'anno seguente.
Hope of Deliverance arrivò alla diciottesima posizione in Gran Bretagna e ad una ben più scarsa ottantatreesima negli States su Billboard Hot 100, ma, nel luogo, le sorti furono risollevate da una nona posizione nell'Adult contemporary. Fuori da questi due Stati, il singolo ebbe molto più successo: giunse alla terza posizione in Germania ed in Italia, alla quarta in Austria, Norvegia, alla quinta in Svizzera, alla settima in Belgio, alla nona in Norvegia, alla tredicesima in Francia, alla ventesima in Nuova Zelanda, alla ventiseiesima in Svezia ed alla ventinovesima in Australia. In Italia, inoltre, il disco è arrivato alla 38ª posizione delle classifiche di fine anno.